# Ширшов, Виктор Владимирович
Виктор Владимирович Ширшов (род. 27 января 1962, Ждановка, Целинный край) — советский и российский футболист, выступавший на всех позициях в поле.

## Биография
Родился 27 января 1962 года в селе Ждановка Целинного края Казахской ССР. В детстве переехал с семьёй в Минеральные Воды. С первого класса занимался футболом. Победитель республиканского детско-юношеского турнира 1976 года[уточнить]. С конца 1970-х годов выступал в соревнованиях коллективов физкультуры за «Локомотив» (Минеральные Воды).
В 1981 году дебютировал в соревнованиях команд мастеров во второй лиге в составе пятигорского «Машука». В середине 1980-х годов несколько сезонов выступал за клубы второй лиги из Средней Азии — «Хива» и «Целинник» (Турткуль). Последние два сезона первенства СССР провёл в «Локомотиве» из Минеральных Вод. В первых сезонах чемпионата России сменил несколько команд второй и третьей лиг.
В сезоне 1994/95 выступал в высшей лиге Белоруссии за клуб «Бобруйск», сыграл 14 матчей и забил два гола. Первый гол забил 5 мая 1995 года, принеся своей команде победу над минским «Торпедо» 1:0.
Вернувшись в Россию, играл в третьей и второй лигах за «Торпедо» (Георгиевск) и «Локомотив» (Минеральные Воды). Всего за карьеру за команду из Минеральных Вод сыграл более 200 матчей на профессиональном уровне.
Имеет высшее образование. После окончания спортивной карьеры работал мастером службы наружных газопроводов. Выступал в соревнованиях ветеранов.

## Личная жизнь
Родители — Владимир Филиппович, по профессии строитель, и Мария Степановна. Брат Пётр (род. 1960) играл в футбол на уровне коллективов физкультуры.